# Mega eG
Die MEGA eG ist ein deutsches Großhandelsunternehmen für gewerbliche Kunden aus den Bereichen Sanierung, Renovierung und Modernisierung. Die MEGA eG ist eine eingetragene Genossenschaft und Teil der MEGA Gruppe, der u. a. auch die MKB Mittelstandskreditbank AG angehört.
Eigentümer der MEGA eG sind die 6.400 Genossenschaftsmitglieder, überwiegend selbständige Handwerker. Die MEGA Gruppe inklusive Beteiligungen verteilt sich auf über 140 Standorte.

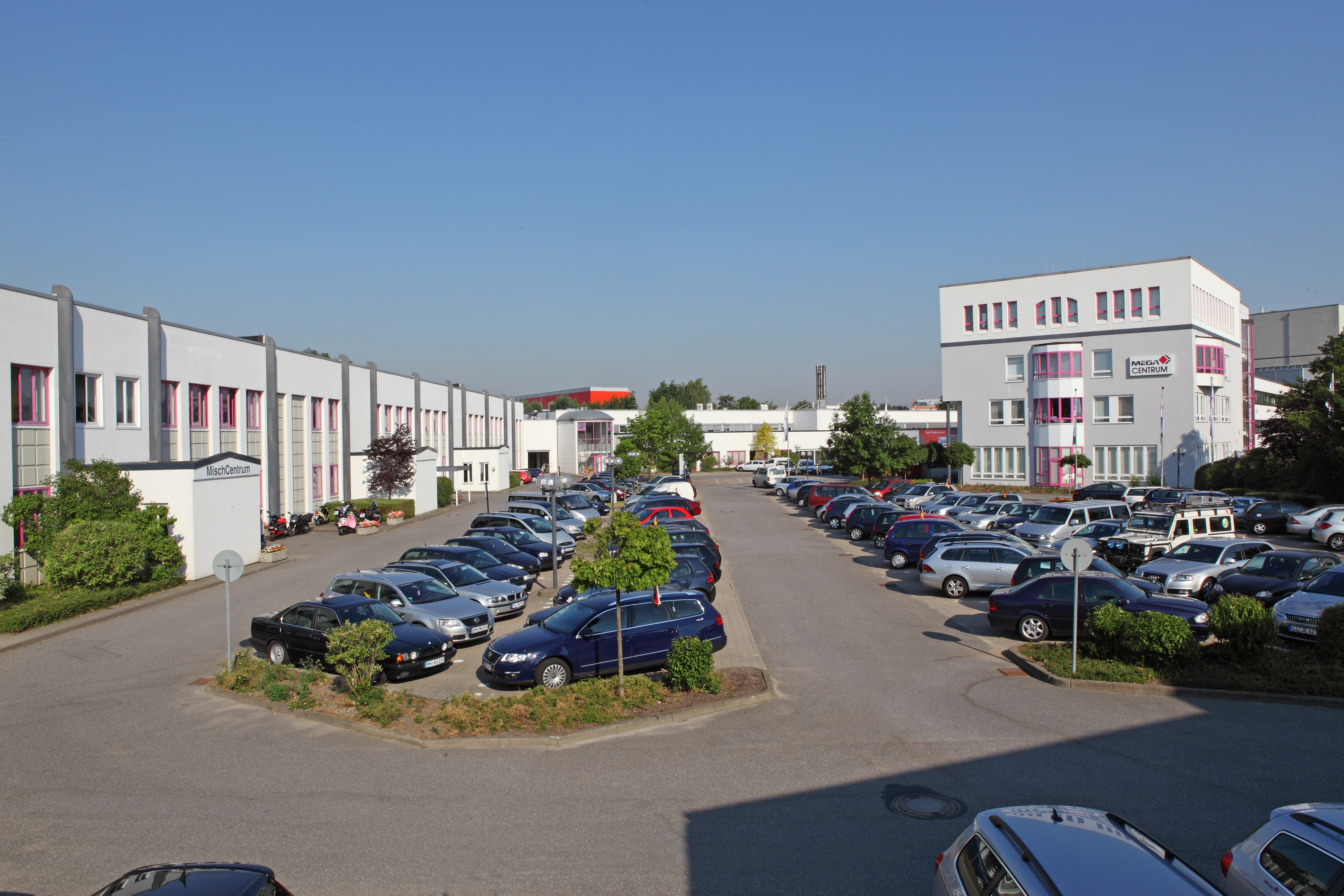
Unternehmenszentrale in Hamburg

## Geschäft
Die MEGA Gruppe ist in Deutschland Zulieferer für das professionelle Maler-, Bodenleger- und Stuckateurhandwerk. Sie bietet ein Sortiment aus Farben und Putzen, Boden- und Wandbelägen, Wärmedämmsystemen, Maschinen und Werkzeugen, Bautechnik sowie Trockenbaustoffen. Das Sortiment umfasst rund 100.000 Artikel von über 600 Lieferanten.
Die Umsatzanteile nach Geschäftsfeldern innerhalb der MEGA unterteilen sich in 45,5 % auf Farben und Lacke, 34,8 % auf Boden- und Wandbeläge, 7 % auf Wärmedämmverbundsysteme und Ausbau sowie 19,7 % auf Maschinen, Werkzeuge und sonstiges.
Die MKB Mittelstandskreditbank AG als Spezialbank für das Handwerk berät Mitglieder und Kunden und bietet spezielle Lösungen aus dem Bereich der Bank- und Versicherungsdienstleistungen an.
Die MEGA Akademie bietet Verarbeitern, Büroangestellten und Betriebsinhabern von Maler-, Bodenleger- und Stuckateurbetrieben sowie Mitarbeitern der MEGA Gruppe ein umfangreiches und praxisorientiertes Weiterbildungsangebot.

## Struktur
Die MEGA und ihre Tochtergesellschaften bilden die MEGA Gruppe.
Zu den Tochtergesellschaften gehören:
- Orth GmbH & Co. KG (Fußbodengroßhandel)
- SKV GmbH (Fußboden- und Bautechnikgroßhandel)
- MSG MEGASERVICE GmbH (Dienstleistungen)
- MKB Mittelstandskreditbank AG (Spezialbank fürs Handwerk)
- Robert Schmid GmbH & Co. KG (Farbengroßhändler)

Die MEGA Gruppe ist beteiligt an:
- Farbengroßhändler Murschhauser GmbH in Traunstein (seit 2010)
- Farbengroßhändler RAFA GmbH in Köln (seit 2012)
- Farbengroßhändler Sonnen Herzog GmbH & Co. KG in Düsseldorf (seit 2018)

## Geschichte
1901 wurde in Hamburg der „Einkaufsverein der Maler zu Altona und Umgegend“ gegründet. Diese Kooperation selbständiger Handwerker diente der gemeinsamen Materialversorgung zur Nutzung von Einkaufsvorteilen. 1918 entschloss man sich für die Rechtsform einer Genossenschaft und gründete die MEGA Malereinkaufsgenossenschaft e.G. Die Genossenschaft überstand auch den Zweiten Weltkrieg und 1954 erfolgte die Eröffnung des ersten Standorts in Heide. In den Jahren 1975 bis 1980 kam es zu Fusionen mit den Genossenschaften von Bremen (gegründet 1904), Lüneburg (gegründet 1946) und Harburg (gegründet 1919). 1982 wurde der Standort Hannover gegründet. Nach der Wiedervereinigung Deutschlands kam es 1990 zur Gründung erster Standorte in den neuen Bundesländern. 1992 wurde eine Fusion mit der Maler-Einkauf e.G. Kiel (gegründet 1923) mit zwei Standorten in Schleswig-Holstein vollzogen. 1993 folgte eine Fusion mit der miframa eG, Nürnberg (gegründet 1948). Somit kam es erstmals zu einer Erweiterung in den Süden Deutschlands mit zehn Standorten in Bayern und Sachsen. 1994 kaufte die Genossenschaft die MKB Mittelstandskreditbank AG. 1996 erwarb sie die HABO-Gruppe, einen Bodenbelagsgroßhandel, mit sechs Standorten in Nordrhein-Westfalen, Niedersachsen und Sachsen-Anhalt. 2000 erfolgte eine Fusion mit der FARB UNION Bielefeld (gegründet 1911) mit 14 Standorten in Nordrhein-Westfalen und Niedersachsen. 2003 fusionierte die Einkaufsgenossenschaft mit der MEK Karlsruhe eG (gegründet 1907) mit sieben Standorten in Baden-Württemberg. 2006 erwarb sie die ORTH-Gruppe (Bodenbelagsgroßhandel) mit fünf Standorten in Nordrhein-Westfalen und Rheinland-Pfalz. 2008 wurde die SKV GmbH Marburg (Bodenbelagsgroßhandel) mit sechs Standorten in Hessen, Sachsen und Thüringen erworben und mit der EGISTUCK Einkaufsgenossenschaft der Stukkateurmeister eG, Stuttgart (gegründet 1919) mit 14 Standorten in Baden-Württemberg und Sachsen fusioniert. 2009 begann eine Kooperation mit dem oberbayerischen Farbengroßhandel Murschhauser GmbH in Traunstein. 2010 wurde durch eine Umfirmierung aus der MEGA Malereinkaufsgenossenschaft e.G. die MEGA eG. 2012 begann eine Kooperation mit dem nordrheinwestfälischen Fachgroßhändler für Malerbedarf RAFA GmbH, Köln. Die Niederlassung Hannover inklusive Zentrallager für die gesamte MEGA-Gruppe wurde 2021 neu gebaut. 2013 erfolgte die Verschmelzung der HACOTEX BOTEX GmbH mit der MEGA eG. 2015 wurden sechs neue Standorte aus dem Großhandelsniederlassungsnetz der Louis Gnatz GmbH (vier Standorte im Münchner Stadtgebiet, ein Standort in Garching, ein Standort in Wolfratshausen) übernommen. Im selben Jahr begann eine Kooperation mit der Robert Schmid GmbH & Co. KG Farben- und Tapetengroßhandel, Memmingen. 2018 begann eine Kooperation mit dem Düsseldorfer Großhändler Sonnen Herzog GmbH & Co. KG. Im selben Jahr kam es zu einer Verschmelzung: die Aktivitäten der MALEG Einkaufsgenossenschaft der Maler zu Lübeck eG (gegründet 1919) mit fünf Standorten gingen auf die MEGA eG über. 2023 wurde der bisherige Kooperationspartner, die Robert Schmid GmbH & Co. KG Farben- und Tapetengroßhandel aus Memmingen, 100%ige Tochtergesellschaft der MEGA eG. Im selben Jahr eröffnet die MEGA eG ihren ersten MEGA24-Standort in der Niederlassung Pinneberg, in dem MEGA-Mitglieder auch außerhalb der Öffnungszeiten per Selfservice einkaufen können. 2024 wurden neue MEGA-Standorte in Freiberg am Neckar sowie in den Räumlichkeiten der Farben Heim GmbH & Co. KG in Stuttgart eröffnet. Zudem kam es zur Fusion mit der MEG Rhein-Ruhr (gegründet 1919) mit 24 Standorten in Nordrhein-Westfalen.